# Serghei Bobrov
Serghei Bobrov (7 settembre 1991) è un calciatore moldavo, attaccante svincolato.

## Carriera
Ha giocato nella massima serie moldava.